# Dezerea Bryant
Pour les articles homonymes, voir Bryant.
Dezerea Bryant (née le 27 avril 1993) est une athlète américaine, spécialiste du sprint.

## Biographie
Elle se classe 5e des championnats du monde 2019 à Doha sur 200 m en 22 s 63.

## Palmarès
| Date | Compétition                   | Lieu      | Résultat | Épreuve   | Temps         |
| ---- | ----------------------------- | --------- | -------- | --------- | ------------- |
| 2010 | Championnats du monde juniors | Moncton   | 1re      | 4 x 100 m | 43 s 44       |
| 2012 | Championnats du monde juniors | Barcelone | 3e       | 200 m     | 23 s 15       |
| 2012 | Championnats du monde juniors | Barcelone | 1re      | 4 x 100 m | 43 s 89       |
| 2015 | Championnats NACAC            | San José  | 3e       | 200 m     | 22 s 58       |
| 2015 | Championnats NACAC            | San José  | 1re      | 4 × 100 m | 42 s 24       |
| 2017 | Relais mondiaux de l'IAAF     | Nassau    | 3e       | 4 × 200 m | 1 min 30 s 87 |
| 2018 | Championnats NACAC            | Toronto   | 4e       | 100 m     | 11 s 17       |
| 2018 | Championnats NACAC            | Toronto   | 1re      | 4 × 100 m | 42 s 50       |
| 2019 | Relais mondiaux de l'IAAF     | Yokohama  | 1re      | 4 × 100 m | 43 s 27       |
| 2019 | Championnats du monde         | Doha      | 5e       | 200 m     | 22 s 63       |
| 2019 | Championnats du monde         | Doha      | 3e       | 4 x 100 m | 42 s 10       |

## Records
| Épreuve    | Performance | Lieu   | Date         |
| ---------- | ----------- | ------ | ------------ |
| 100 mètres | 11 s 00     | Eugene | 26 juin 2015 |
| 200 mètres | 22 s 18     | Eugene | 13 juin 2015 |